# كرات داندلين

## نظرية داندلين: القطع الناقص

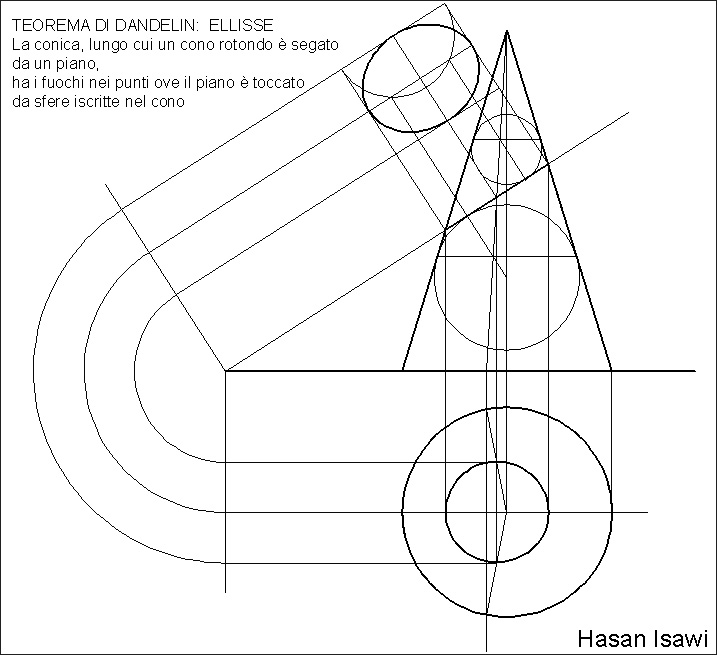
نظرية داندلين: القطع الناقص

بؤرتي قطع مخروطي، لمخروط دوراني تقع في نقاط التماس بين المستوى القاطع وكرتان محاطتان من ذلك المخروط.